# Plouigneau
Plouigneau (en bretó Plouigno) és un municipi francès, situat a la regió de Bretanya, al departament de Finisterre. L'any 2006 tenia 4.367 habitants.

## Demografia
| 1962                                       | 1968  | 1975  | 1982  | 1990  | 1999  |
| ------------------------------------------ | ----- | ----- | ----- | ----- | ----- |
| 2.913                                      | 2.844 | 3.172 | 3.608 | 4.023 | 4.138 |
| Des de 1962: població sense dobles comptes |       |       |       |       |       |

## Administració
| Període | Identitat    | Partit |
| ------- | ------------ | ------ |
| 2001-   | Joseph Urien | UMP    |